# Bertrana
Bertrana is een geslacht van spinnen uit de  familie van de wielwebspinnen (Araneidae).

## Soorten
- Bertrana abbreviata (Keyserling, 1879)
- Bertrana arena Levi, 1989
- Bertrana benuta Levi, 1994
- Bertrana elinguis (Keyserling, 1883)
- Bertrana laselva Levi, 1989
- Bertrana nancho Levi, 1989
- Bertrana planada Levi, 1989
- Bertrana poa Levi, 1994
- Bertrana rufostriata Simon, 1893
- Bertrana striolata Keyserling, 1884
- Bertrana urahua Levi, 1994
- Bertrana vella Levi, 1989